# Trizinia

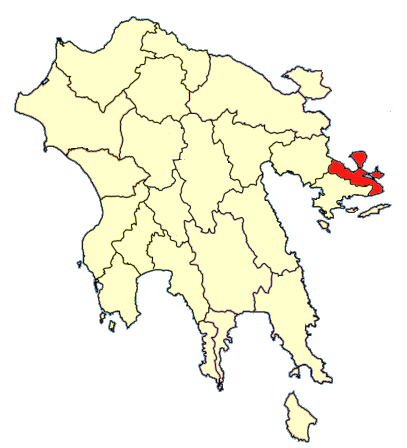
Die Provinz Trizinia bis 1997

Trizinia (griechisch Επαρχία Τροιζηνίας) war bis 1997 eine der Provinzen im Präfekturbezirk Piräus der griechischen Region Attika. Sie war nach der antiken Stadt Troizen (neugr. Trizína) benannt. Das Gebiet liegt an der Ostküste der Halbinsel Peloponnes, quasi als attische Enklave in der Region Peloponnes. Hauptort war die Stadt Poros auf der gleichnamigen Insel. Mit der Verwaltungsreform 2010 wurde Trizinia durch Zusammenschluss der Gemeinden Methana und Trizina als Gemeinde Trizinia-Methana wieder geschaffen, Poros blieb jedoch selbständig.

## Geschichte
Ab 1833 war Trizinia eine von sechs Provinzen der Präfektur Argolis und Korinth (griechisch Νόμος Αργολίδας και Κορινθίας). Es wurde aus dem ehemaligen Distrikt Damala (Trizina) und der Insel Poros gebildet. Hauptort war Poros-Stadt. Ein Jahr später wird die Provinz auch Kalauria (griechisch Επαρχία Καλαυρείας) genannt. Im Jahre 1836 wurde Griechenland in 30 Verwaltungsbezirke (Gouvernements) eingeteilt. Hierbei wurde die Provinz Trizinia dem Verwaltungsbezirk Argolis (griechisch Διοίκησις Αργολίδος) zugeordnet. Die Insel Poros wurde dem Verwaltungsbezirk Hydra zugeschlagen. Schon Ende 1836 wurde die nächste Änderung vorgenommen. Die Provinzen Trizinia und Hermione wurden zum Untergouvernement Hermione und Trizinia (griechisch Υποδιοίκησις Έρμιονιδος καί Τροιυηνλίας) vereinigt. 1938 wurde auch Trizinia dem Verwaltungsbezirk Hydra zugeschlagen.
1845 kehrte man zur ursprünglichen Teilung des Landes zurück. Innerhalb der Präfektur Argolis und Korinth gründete man wieder die Provinz Trizinia. Später wurde sie mit der Provinz Hydra zur Provinz Hydra und Trizinia (griechisch Επαρχία Ύδρας και Τροιζηνίας) vereinigt. Sie bestand aus den Gemeinden Hydra, Trizina, Methana und Driopi mit Hydra-Stadt als Verwaltungszentrum. Vor 1908 gab es wieder eine eigenständige Provinz Trizinia innerhalb der Präfektur Argolis. 1925 wurde Trizinia der Präfektur Attika zugeordnet und bestand aus der Gemeinde Trizina mit den Orten Ano Fanari, Trizina (auch Damalas genannt), Galatas, Dryopi mit Kaloni, Karatzas, Taktikoupolis mit Metamorfosi, der Gemeinde Poros und der Gemeinde Methana. 1964 wurde Trizinia dem neu gegründeten Präfekturbezirk Piräus zugeordnet.

## Wirtschaft und Verkehr
Die Gegend um Trizina ist hauptsächlich von der Landwirtschaft geprägt. So baut man viel Oliven, Zitronen und Orangen an. Auch Weinbau hat eine gewisse Bedeutung. Die Herkunftsbezeichnung Trizinia (griechisch Τροιζηνία) für Olivenöl wurde von der Europäischen Union geschützt. Der Fremdenverkehr ist seit etwa 20 Jahren rückläufig und auf die Insel Poros und die daran anhängende Insel Kalavria konzentriert. Diese sind ein wichtiges Naherholungsgebiet für die Einwohner der Großraums Athen.
Wichtige Verkehrsverbindungen sind die Landstraße von Trachia nach Galatas sowie die Straße von Galatas nach Ermioni und Kranidi. Die seit 1984 geplante Verbindung von Epidaurus nach Kaloni befindet sich noch in Bau. Wichtiger als die Landverbindung sind die Schiffverbindungen von Piräus nach Methana und Poros. Regelmäßig verkehren große Fähren, die den Verkehr mit Piräus erleichtern.
Die Landschaft der Region ist vom Gebirgszug der Aderes-Berge (auch albanisch Tembeleni genannt) und den Vulkan(halb)inseln Ägina, Methana und Poros geprägt.